# Benjamim de Petrogrado
Benjamin de Petrogrado (em russo:  Вениамин Петроградский, Veniamin Petrogradsky, 29 de abril [Calend. juliano: 17 de abril] 1873 - 13 de agosto [Calend. juliano: 31 de julho] 1922), nascido Vasily Pavlovich Kazansky ( em russo:  Василий Павлович Казанский), foi um hieromártir, um bispo da Igreja Ortodoxa Russa e eventualmente Metropolita de Petrogrado e Gdov de 1917 a 1922. Ele foi martirizado, executado por um pelotão de fuzilamento pelas autoridades soviéticas. Em abril de 1992, Benjamin foi glorificado (canonizado) pela Igreja Ortodoxa Russa junto com vários outros mártires, incluindo o arquimandrita Sergius (Shein), o professor Yury Novitsky e John Kovsharov (um advogado), que foram executados com ele. 

## Histórico e educação
Benjamin nasceu em uma família sacerdotal no pogost (aldeia) de Nimenskii no Volost de Andreevskii de Kargopolsky Uyezd perto de Arkhangelsk na província de Olonets no noroeste do Império Russo.
Ele se formou no Seminário Teológico de Olonets em 1893 e obteve seu diploma de teólogo na Academia Espiritual de São Petersburgo em 1897, defendendo uma tese sobre as atividades anti-heréticas do Arcebispo Arcadius de Olonets. Em 1895, ele foi tonsurado como monge e recebeu o nome de Benjamin; mais tarde naquele ano foi ordenado hierodiácono (diácono-monge) e no ano seguinte foi ordenado hieromonge (padre-monge).
Após sua graduação, ele ensinou escritura sagrada no Seminário Teológico de Riga (1897–1898), após o qual foi inspetor do Seminário Teológico Kholm (1898–1899) e da Academia Espiritual de São Petersburgo (1899–1902). Em 1902 tornou-se reitor do Seminário Teológico de Samara e foi agraciado com o posto de arquimandrita. Em 1905 tornou-se reitor da Academia Espiritual de São Petersburgo.

## Vigário Bispo
Em 6 de fevereiro [Calend. juliano: 24 de janeiro] 1910, Benjamin foi consagrado bispo de Gdov, bispo vigário da diocese de São Petersburgo. O Metropolita Antonii (Vadkovskii) de São Petersburgo e Ladoga oficializou a instalação no Alexander Nevsky Lavra em São Petersburgo. Benjamin costumava servir nas igrejas dos subúrbios mais pobres e remotos da capital e liderava os serviços divinos anuais de Páscoa e Natal nas fábricas Putilovsky e Obukhovsky de São Petersburgo, e organizou a fundação de caridade da Mãe de Deus para o Cuidado dos Abandonados Mulheres. Ele era conhecido como "o bispo infatigável".

## Metropolita de Petrogrado
Após a prisão e depoimento do Metropolita Pitirim (Onkova) em 15 de março [Calend. juliano: 2 de março] 1917, Benjamin administrou a diocese de Petrogrado como Bispo vicário de Gdov. Em 6 de junho [Calend. juliano: 24 de maio] 1917, foi eleito democraticamente pelo clero e pelo povo para o arcebispado de Petrogrado e Ladoga, o primeiro bispo eleito popularmente na igreja russa. Em 30 de junho [Calend. juliano: 17 de junho] 1917 seu título foi mudado para Arcebispo de Petrogrado e Gdov por decreto do Santo Sínodo,  e em 26 de agosto [Calend. juliano: 13 de agosto] 1917 foi elevado a metropolita.
Enquanto a Igreja tentou manter uma postura neutra durante a Guerra Civil Russa, e Benjamin foi uma das poucas pessoas na Rússia sem interesse em política,  a Igreja Ortodoxa Russa e o Estado Soviético tinham visões de mundo diametralmente opostas e a igreja era visto como perigosamente contra-revolucionário pelas autoridades soviéticas.  O verdadeiro conflito, no entanto, veio à tona em 1922, quando as autoridades soviéticas exigiram que a igreja entregasse os objetos de valor da igreja para pagar pelo alívio da fome. A igreja russa concordou com isso, mas se recusou a entregar certos objetos de valor de importância religiosa ou histórica.  Benjamin não resistiu em entregar os objetos de valor da Igreja, acreditando que era seu dever ajudar a salvar vidas, mas insistiu que isso fosse voluntário e não uma pilhagem de propriedade da igreja pelos bolcheviques. Em 6 de março, Benjamin reuniu-se com uma comissão formada para ajudar os famintos que concordou com sua distribuição voluntária de fundos controlados pelas paróquias. Os jornais da época elogiavam Benjamin e seu clero por seu espírito caridoso.  Em abril, Benjamin chegou a um acordo com os dirigentes do partido de Petrogrado para entregar certos objetos de valor e permitir que os paroquianos substituíssem seus próprios objetos de valor por outros objetos de valor da igreja de importância histórica ou religiosa.  No entanto, os líderes do partido em Moscou não aprovaram essa decisão e declararam que o confisco das propriedades da Igreja continuaria. Os manifestantes se reuniram em Petrogrado, gritando e atirando pedras contra os que roubavam das igrejas. 

## Prisão e Execução

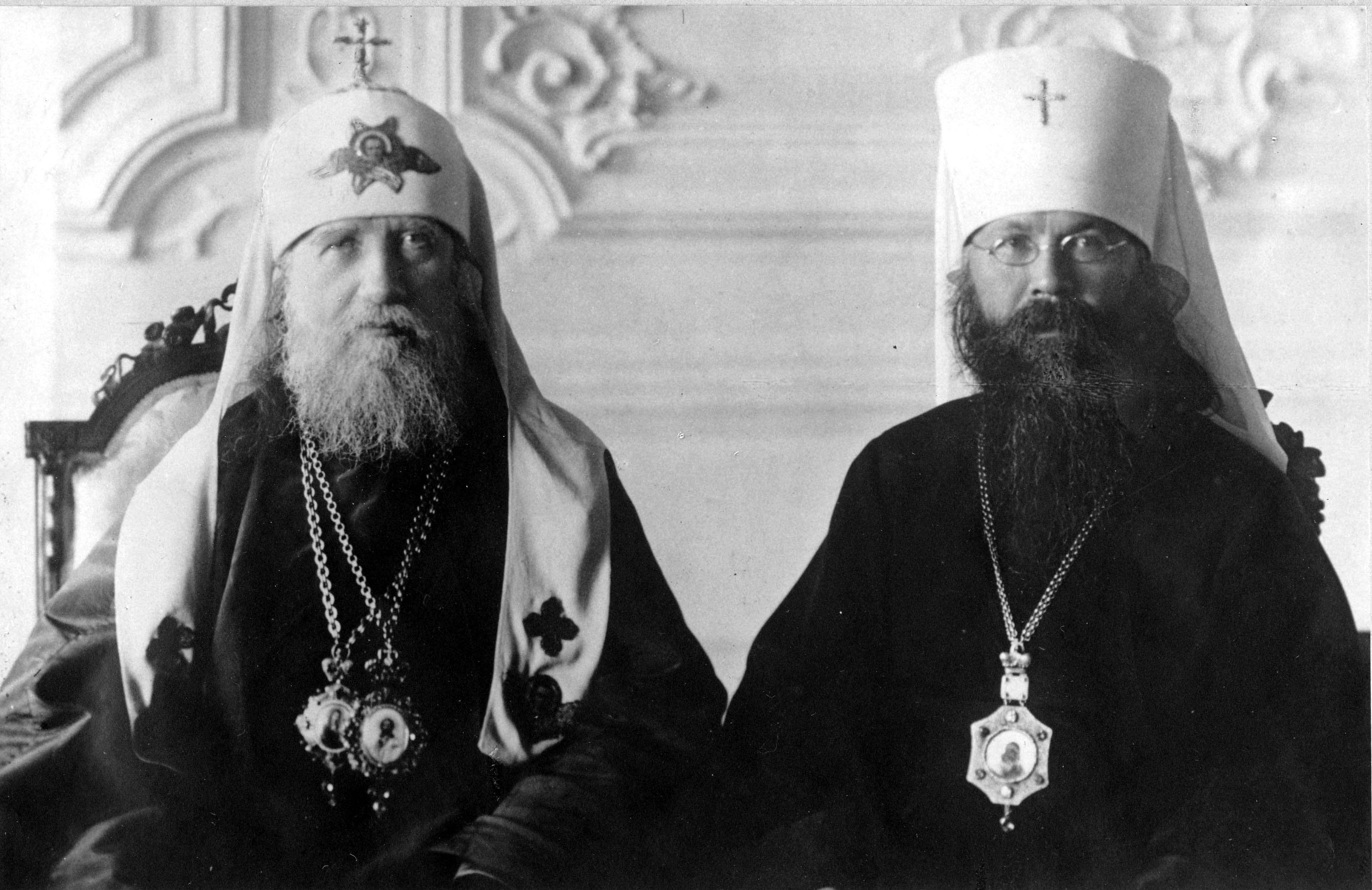
Patriarca Tikhon e Metropolita Benjamin

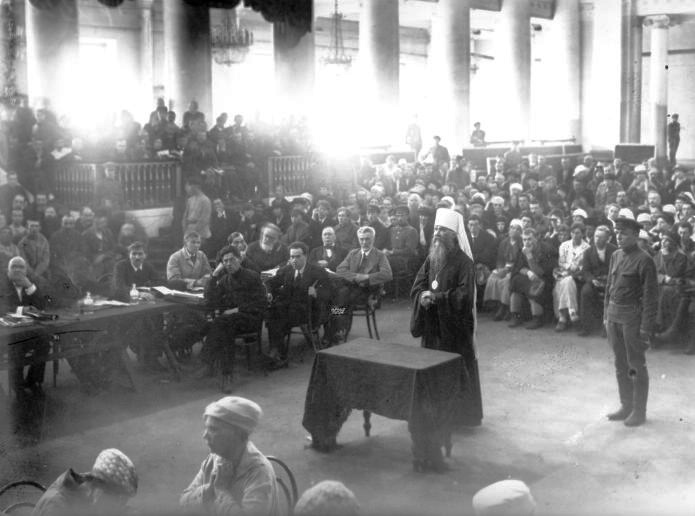
O metropolita Benjamin durante seu julgamento por "agitação contra-revolucionária"

Em 24 de março, doze padres romperam com o outro clero, a quem chamaram de contra-revolucionários e culparam pela fome, e pediram a rendição incondicional de todos os objetos de valor da Igreja aos soviéticos. Isso gerou indignação que Benjamin tentou acalmar, pedindo uma reunião com as autoridades que levasse a um acordo de que as paróquias seriam autorizadas a manter seus vasos sagrados se os substituíssem por outros bens de igual valor. Isso pacificou a situação até que alguns padres tentaram arrancar o controle da Igreja do Patriarca Tikhon e da hierarquia estabelecida. Benjamin excomungou seus padres envolvidos com o golpe que enfureceu os soviéticos que ameaçaram Benjamin com a prisão e execução dele e de outros. Benjamin reagiu iniciando encontros com seus amigos para se despedir e dando instruções para a administração da diocese. 
Em abril e maio de 1922, vários clérigos foram presos e julgados como contra-revolucionários por se oporem à apreensão de objetos de valor da igreja. Benjamin foi colocado em prisão domiciliar em 29 de maio e posteriormente preso  depois de se opor aos esforços de Alexander Vvedensky para estabelecer a renovação da Administração da Igreja de toda a Rússia como o novo governo da igreja depois que o Patriarca Tikhon abdicou em 12 de maio.  Benjamin foi julgado por um tribunal revolucionário com dez outros réus de 10 de junho a 5 de julho. Quando Benjamin entrou no tribunal para seu julgamento, as pessoas o defenderam e ele as abençoou. Os réus foram considerados culpados e condenados à morte, mas as sentenças de seis dos réus foram posteriormente comutadas pelo Politburo, embora não de Benjamin e outros vistos como os principais instigadores da contra-revolução.  Os réus tiveram a chance de falar, e Benjamin dirigiu-se ao tribunal dizendo que lamentava ser chamado de inimigo do povo que sempre amou e a quem dedicou sua vida.
|  |  |  |

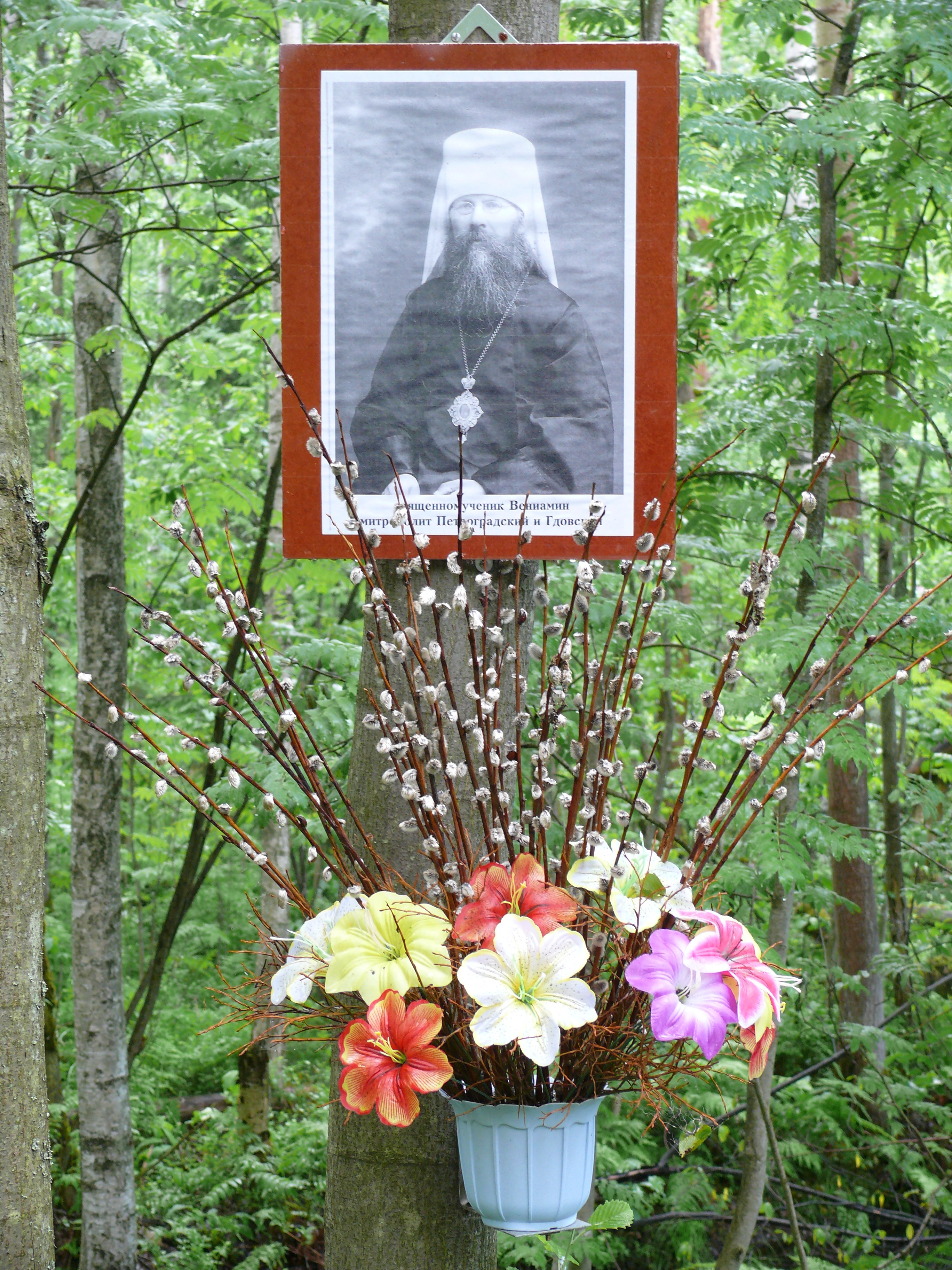
Retrato memorial de São Benjamin na estrada para o local das execuções em massa no "campo de artilharia na ferrovia Irinovka"

Durante a noite de 12–13 de agosto [Calend. juliano: 30–31 de julho] 1922 depois de ter sido barbeado e vestido com trapos para que o pelotão de fuzilamento não soubesse que eles estavam atirando em membros do clero, Benjamin e seus companheiros, o arquimandrita Sergius, Yury Novitsky e John Kovsharov,  foram executados no leste nos arredores de Petrogrado, na estação de Porokhov da ferrovia Irinovskaya (uma ferrovia de bitola estreita construída para trazer turfa para a cidade para aquecimento que começa no distrito de Bolshaya Okhta em São Petersburgo, cruza o rio Neva do Instituto Smolny e termina em Vsevolozhsk 24 quilômetros a leste da cidade.)
O cenotáfio de Benjamin está no Cemitério Nikolskoe do Alexander Nevsky Lavra; o Decreto de Canonização determina para Benjamin e outros "Que seus preciosos restos mortais, caso tenham sido encontrados, sejam considerados relíquias sagradas". 

## Leitura Adicional
- "Дело" митрополита Вениамина (Петроград, 1922 г.). M., 1991
- Очерки истории Санкт-Петербургской епархии. СПб., 1994. С. 237-238
- Manuil (Lemeљevskij). "Die russischen orthodoxen Bischöfe von 1893 bis 1965": Bio-Bibliogr. Erlangen, 1981. T. 2. S. 142-145.